# AIP (білок)
AIP (англ. Aryl hydrocarbon receptor interacting protein) – білок, який кодується однойменним геном, розташованим у людей на короткому плечі 11-ї хромосоми. Довжина поліпептидного ланцюга білка становить 330 амінокислот, а молекулярна маса — 37 636.
| 10         |  | 20         |  | 30         |  | 40         |  | 50         |
| ---------- |  | ---------- |  | ---------- |  | ---------- |  | ---------- |
| MADIIARLRE |  | DGIQKRVIQE |  | GRGELPDFQD |  | GTKATFHYRT |  | LHSDDEGTVL |
| DDSRARGKPM |  | ELIIGKKFKL |  | PVWETIVCTM |  | REGEIAQFLC |  | DIKHVVLYPL |
| VAKSLRNIAV |  | GKDPLEGQRH |  | CCGVAQMREH |  | SSLGHADLDA |  | LQQNPQPLIF |
| HMEMLKVESP |  | GTYQQDPWAM |  | TDEEKAKAVP |  | LIHQEGNRLY |  | REGHVKEAAA |
| KYYDAIACLK |  | NLQMKEQPGS |  | PEWIQLDQQI |  | TPLLLNYCQC |  | KLVVEEYYEV |
| LDHCSSILNK |  | YDDNVKAYFK |  | RGKAHAAVWN |  | AQEAQADFAK |  | VLELDPALAP |
| VVSRELQALE |  | ARIRQKDEED |  | KARFRGIFSH |  |            |  |            |

A: Аланін

C: Цистеїн

D: Аспарагінова кислота

E: Глутамінова кислота

F: Фенілаланін

G: Гліцин

H: Гістидин

I: Ізолейцин

K: Лізин

L: Лейцин

M: Метіонін

N: Аспарагін

P: Пролін

Q: Глутамін

R: Аргінін

S: Серин

T: Треонін

V: Валін

W: Триптофан

Кодований геном білок за функцією належить до фосфопротеїнів. 
Локалізований у цитоплазмі.